# Кънвърс (окръг)
Окръг Кънвърс (на английски: Converse County) е окръг в щата Уайоминг, Съединени американски щати. Площта му е 11 046 km², а населението – 14 191 души (2016). Административен център е град Дъглас.